# Астапченко, Юрий Дмитриевич
Астапченко Юрий Дмитриевич — художник, cкульптор. Член-корреспондент Российской академии художеств (2012).

## Биография
Родился 4 мая 1961 года в городе Клинцы Брянской области. 
Окончил  Харьковский художественно-промышленный институт (1986), кафедра архитектурно-декоративной пластики.   
Постоянный участник воронежских, всероссийских, зарубежных и международных выставок (с 1985 года). Персональные выставки прошли в Москве, Воронеже, Липецке, в США, Франции и других зарубежных стран.
Участник Международных и всесоюзных симпозиумов по скульптуре (с 1990 года).
Стипендиат Российской академии художеств (1997).
Его работа «Актриса» была приобретена городской администрацией Воронежа в подарок композитору Мстиславу Ростроповичу.
Живёт и работает в Воронеже.

## Основные монументальные произведения
- мемориальный комплекс «Памяти павших в Великую Отечественную войну» (1989, Калининск, Саратовской области)
- декоративно-парковая скульптура «Материнство» (1990, Чита)
- декоративные парковые композиции (2000, Чаттанога, штат Теннеси, США)
- монументальная скульптурная композиция «Незнакомка» (2008, Воронеж)
- стела «Памяти павших в Отечественной войне 1812 года, Первой мировой войне 1914 года, Великой Отечественной войне 1941-1945 годов» (В соавторстве с А. Мельниченко. 2013, Воронеж)
- выполнено более десяти мемориальных досок — поэту А. Ахматовой (2006, Воронеж), профессору В. Немировскому (2011, Воронеж), музыканту М. Ростроповичу (2008, Воронеж) и др.

Основные станковые произведения
«Зима 41» (1990, дерево, собрание Министерства культуры РФ), «Танцовщица» (1995, бронза), «Окно» (1998, бронза), «Материнство» (1999, бронза), «Плывущая» (2000, бронза), «Купальщица» (2001, бронза), «Актриса» (2002, бронза, собрание М. Ростроповича), «Окно» (2003, бронза), «Ветер» (2004, бронза), «Мать и дитя» (2005, бронза), «Грусть» (2005, бронза), «Утро» (2007, бронза), «Актриса» (2008, бронза), «Идущая» (2009, бронза), «Купальщица» (2010, бронза), «У зеркала» (2011, бронза), «Художница» (2012), «Купальщица» (2013, бронза), Танцовщица (2014, бронза).
Станковые произведения представлены в музейных и частных собраниях России и зарубежных коллекциях (Англии, Франции, Германии, США и других стран).
В центре Воронежа стоит скульптура Лечебный стул № 0001, которую Астапченко создал вместе со скульптором Сергеем Горшковым по эскизам Александра Ножкина.

## Государственная, общественная и педагогическая деятельность
- Преподаватель Воронежского художественного училища (1987-1999 гг.)
- Преподает в Воронежской академии искусств в должности доцента (с 1994 года)
- Член Правления Воронежского отделения Союза художников России (с 2006 года)
- Член Комиссии по культурному наследию при администрации Воронежа (с 2012 года)
- Член-корреспондент Российской академии художеств (Отделение скульптуры, с 2012 года)
- Заслуженный художник Российской Федерации (2011)
- Член Союза художников СССР, России (1991)

## Государственные и общественные награды и премии
- Звание «Почётный гражданин города Чаттанога» (2000)
- Дипломы Союза художников России (1999, 1997, 2003)
- Диплом лауреата Международной выставки (2001, Париж, Франция).
- Лауреат региональных, всероссийских и международных конкурсов по монументальному искусству.